# Baissea wulfhorstii
Baissea wulfhorstii är en oleanderväxtart som beskrevs av Schinz. Baissea wulfhorstii ingår i släktet Baissea och familjen oleanderväxter. Inga underarter finns listade i Catalogue of Life.